# Pavetta kyimbilensis
Pavetta kyimbilensis är en måreväxtart som beskrevs av Cornelis Eliza Bertus Bremekamp. Pavetta kyimbilensis ingår i släktet Pavetta och familjen måreväxter.

## Underarter
Arten delas in i följande underarter:
- P. k. iringensis
- P. k. kyimbilensis